# Attila Keresztes
Attila Keresztes, né le 18 janvier 1928 à Budapest et mort le 27 septembre 2002 à Budapest, est un escrimeur hongrois naturalisé américain des années 1950 et 1960. 
Il est champion olympique en sabre par équipe lors des Jeux olympiques d'été de 1956 sous les couleurs de la Hongrie. Il quitte la Hongrie pour les États-Unis peu après ces Jeux et participe aux Jeux olympiques d'été de 1964 avec la délégation américaine,.

## Palmarès
- Jeux olympiques
  -  Champion olympique de sabre par équipe aux Jeux olympiques d'été de 1956 à Melbourne.